# Mukeriān
Mukeriān är en ort i Indien.   Den ligger i distriktet Hoshiarpur och delstaten Punjab, i den norra delen av landet, 400 km norr om huvudstaden New Delhi. Mukeriān ligger 264 meter över havet och antalet invånare är 22 751.
Terrängen runt Mukeriān är platt. Runt Mukeriān är det tätbefolkat, med 459 invånare per kvadratkilometer. Mukeriān är det största samhället i trakten. Trakten runt Mukeriān består till största delen av jordbruksmark.